# Arthur Tedder
Arthur William Tedder (ur. 11 lipca 1890 w Glenguin, zm. 3 czerwca 1967 w Surrey) – brytyjski dowódca wojskowy, marszałek Royal Air Force w okresie II wojny światowej.

## Kariera wojskowa
W 1913 wstąpił do Regimentu Dorsetshire; w 1916 przeniesiony do Królewskiego Korpusu Lotniczego. W czasie I wojny światowej od 1915 do 1917 służył we Francji, następnie od 1917 do 1919 w Egipcie. Po zakończeniu wojny objął stanowisko majora wojsk powietrznych (Squadron Leader) w RAF. W 1931 został pułkownikiem (Group Captain). Przed wybuchem II wojny światowej był dowódcą dalekowschodnich sił RAF i dyrektorem generalnym badań naukowych ministerstwa lotnictwa.
W początkowym okresie II wojny światowej dowodził alianckimi operacjami powietrznymi na Morzu Śródziemnym i w północnej Afryce. Odpowiadał za ewakuację Krety w maju 1941 i operację Crusader w Afryce.

## Odznaczenia
- Krzyż Wielki Orderu Łaźni (Grand Cross Order of the Bath, 1942)
- Krzyż Komandorski z Gwiazdą Orderu Łaźni (Commander Order of the Bath, 1942)
- Krzyż Komandorski Orderu Łaźni (Companion Order of the Bath, 1937)
- Krzyż Wielki Orderu Korony (1946, Belgia)
- Krzyż Wojenny 1940–1945 (Croix de Guerre 1940–1945, 1946, Belgia)
- Krzyż Wielki Orderu Legii Honorowej (Grand Croix Légion d'honneur, 1945, Francja)
- Wielki Oficer Orderu Legii Honorowej (Grand Officier Légion d'honneur, 1945, Francja)
- Komandor Orderu Legii Honorowej (Commandeur Légion d'honneur, 1942, Francja)
- Krzyż Wojenny 1939–1945 (Croix de Guerre 1939–1945, 1946, Francja)
- Krzyż Wielki Orderu Jerzego I (1946, Grecja)
- Krzyż Wielki Orderu Oranje-Nassau (1947, Holandia)
- Wielka Wstęga Orderu Alawitów (1943, Maroko)
- Wielka Wstęga Orderu Odrodzenia Polski (1943, Polska)
- Wielka Wstęga Orderu Sławy (1943, Tunezja)
- Medal za Wybitną Służbę (1945, USA)
- Legia Zasługi (Chief Commander Legion of Merit, 1943, USA)
- Srebrny Medal za Męstwo Wojskowe (Medaglia d'argento al valore militare, 1917, Włochy)
- Order Kutuzowa  I klasy (1945, ZSRR)